# Мале Толбіно
Мале То́лбіно (рос. Малое Толбино) — присілок у складі Подольського міського округу Московської області, Росія.

## Населення
Населення — 53 особи (2010; 41 у 2002).
Національний склад (станом на 2002 рік):
- росіяни — 93 %